# 芸術工学会
芸術工学会（げいじゅつこうがくかい、英名 Design Research Association）は、デザインの基礎である芸術工学の確立発展の目的で1992年に設立された学会。
事務局を福岡県福岡市南区塩原4-9-1九州大学大学院芸術工学研究院に置いている。

## 活動
- 学術的研究会・講演会・展覧会・見学会等の開催、機関誌・論文集等の刊行、日本国内外のデザイン関係学会・その他関係機関との交流など[1]